# Aïn Ferah
Aïn Ferah est une commune de la wilaya de Mascara en Algérie.